# 도둑놈의갈고리
도둑놈의갈고리(학명: Desmodium podocarpum)는 콩과 콩아과 도둑놈의갈고리속에 속하는 여러해살이풀로, 연분홍색 꽃이 핀다.